# Neuenlander Außendeich
Der Neuenlander Außendeich ist ein ehemaliges Naturschutzgebiet in der niedersächsischen Ortschaft Neuenlande in der Einheitsgemeinde Loxstedt im Landkreis Cuxhaven.
Das ehemalige Naturschutzgebiet mit dem Kennzeichen NSG LÜ 068 ist 23,8 Hektar groß. Es war Bestandteil des FFH-Gebietes „Unterweser“. Das Gebiet stand seit dem 26. Juni 1977 unter Naturschutz. Zum 14. Februar ging es im Naturschutzgebiet „Tideweser“ auf. Zuständige untere Naturschutzbehörde war der Landkreis Cuxhaven.
Das ehemalige Naturschutzgebiet liegt am rechten Ufer der Weser zwischen Dedesdorf-Eidewarden und Rechtenfleth und stellte das Deichvorland unter Schutz. Nach Norden wird es vom Neuenlander Sieltief, nach Süden von der Drepte begrenzt. Das Gebiet ist von einem breiten Schilfgürtel geprägt.